# Perobal
Perobal là một đô thị thuộc bang Paraná, Brasil. Đô thị này có diện tích 406,707 km², dân số năm 2007 là 5179 người, mật độ 12,7 người/km².